# Честервілл (Огайо)
Честервілл (англ. Chesterville) — селище (англ. village) в США, в окрузі Морроу штату Огайо. Населення — 191 особа (2020).

## Географія
Честервілл розташований за координатами 40°28′29″ пн. ш. 82°40′50″ зх. д. / 40.47472° пн. ш. 82.68056° зх. д. (40.474727, -82.680654).  За даними Бюро перепису населення США в 2010 році селище мало площу 0,55 км², з яких 0,53 км² — суходіл та 0,02 км² — водойми.

## Демографія
Згідно з переписом 2010 року, у селищі мешкало 228 осіб у 79 домогосподарствах у складі 50 родин. Густота населення становила 416 осіб/км².  Було 83 помешкання (152/км²).
Расовий склад населення:
| - 97,8 % — білих |

До двох чи більше рас належало 2,2 %. Частка іспаномовних становила 0,4 % від усіх жителів.
За віковим діапазоном населення розподілялося таким чином: 25,4 % — особи молодші 18 років, 54,4 % — особи у віці 18—64 років, 20,2 % — особи у віці 65 років та старші. Медіана віку мешканця становила 40,5 року. На 100 осіб жіночої статі у селищі припадало 83,9 чоловіків;  на 100 жінок у віці від 18 років та старших — 84,8 чоловіків також старших 18 років.
Середній дохід на одне домашнє господарство  становив 49 080 доларів США (медіана — 41 750), а середній дохід на одну сім'ю — 52 463 долари (медіана — 41 750). Медіана доходів становила 39 167 доларів для чоловіків та 19 167 доларів для жінок. За межею бідності перебувало 9,5 % осіб, у тому числі 9,1 % дітей у віці до 18 років та 0,0 % осіб у віці 65 років та старших.
Цивільне працевлаштоване населення становило 64 особи. Основні галузі зайнятості: виробництво — 25,0 %, освіта, охорона здоров'я та соціальна допомога — 23,4 %, науковці, спеціалісти, менеджери — 21,9 %.